# オイラの村ですケド。
『オイラの村ですケド。』（オイラのむらですケド）は、上地雄輔が「遊助」として2010年に横浜スタジアムで行ったライブタイトル。また、2011年3月2日にソニー・ミュージックレコーズから、このライブを収録したDVDとBlu-ray Discが同時発売された。

## 概要
野球場（スタジアム）でのライブはこの時が初であった。
また、この日は2枚目のアルバム『あの・・夢もてますケド。』に収録されている「ミツバチ(3万人の村人ver.)」の歓声部分の収録が行われた。

## 日程
- 8月14日　横浜スタジアム

## DVD
Blu-ray盤は、一枚のディスクに特典映像やボーナスライブも同時収録されている。

### 収録曲

#### ディスク1
1. 遅刻のうた
2. ミツバチ
3. SUMMER TIME
4. 海の家
5. 波乗りMy Story
6. 船上の音楽団 遊turing Heartbeat
7. さくら物語
8. たんぽぽ
9. 夢は現状維持!
10. 羽(INST ver.)
11. いちょう
12. 街
13. ESCAPE 遊turing 成田誠
14. 其の拳
15. 海賊船
16. ひまわり

-アンコール-
1. わんぱく野球バカ
2. 今日の花
3. ライオン
4. 俺なりのプレゼント
5. みんなのうた

#### ディスク2 DVD版のみ付属
1. オイラの村ができるまで。
2. ボーナスライブ「ひと」(ヘキサゴンファミリーコンサート2010)